# Sidonienstraße (Dresden)

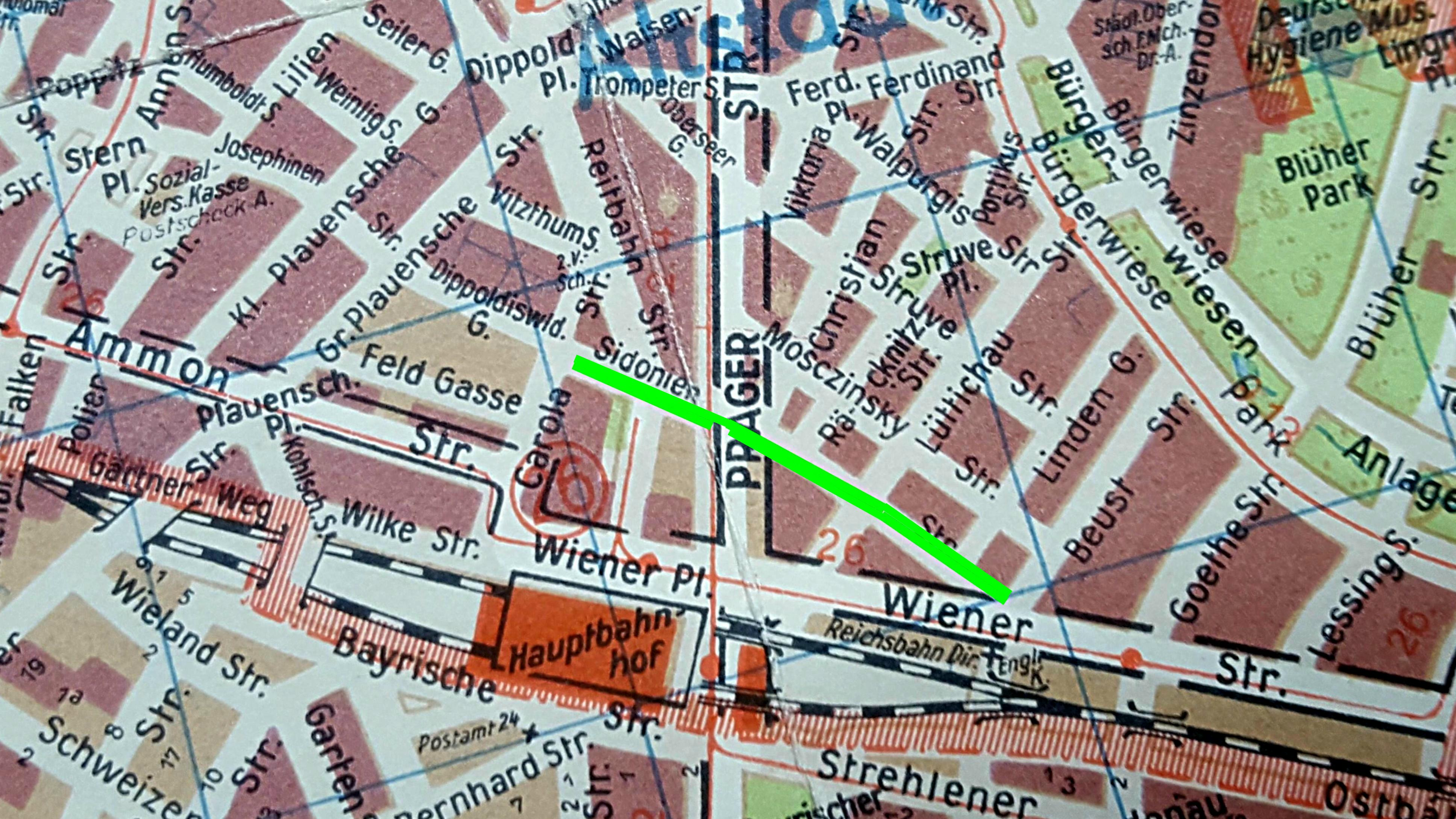
Stadtplan von 1948, Seevorstadt Sidonienstraße

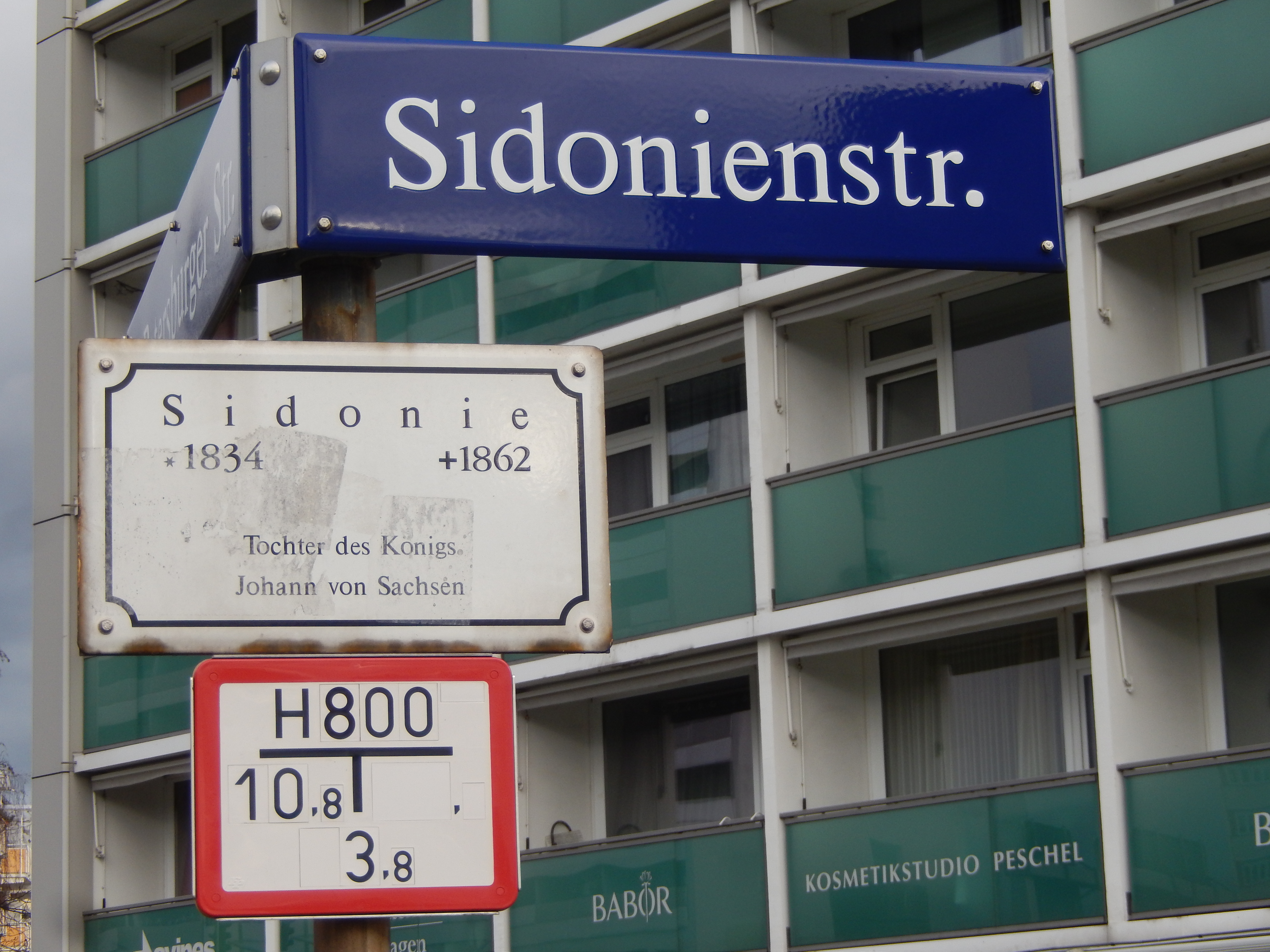
Straßenschild an der St. Petersburger Straße

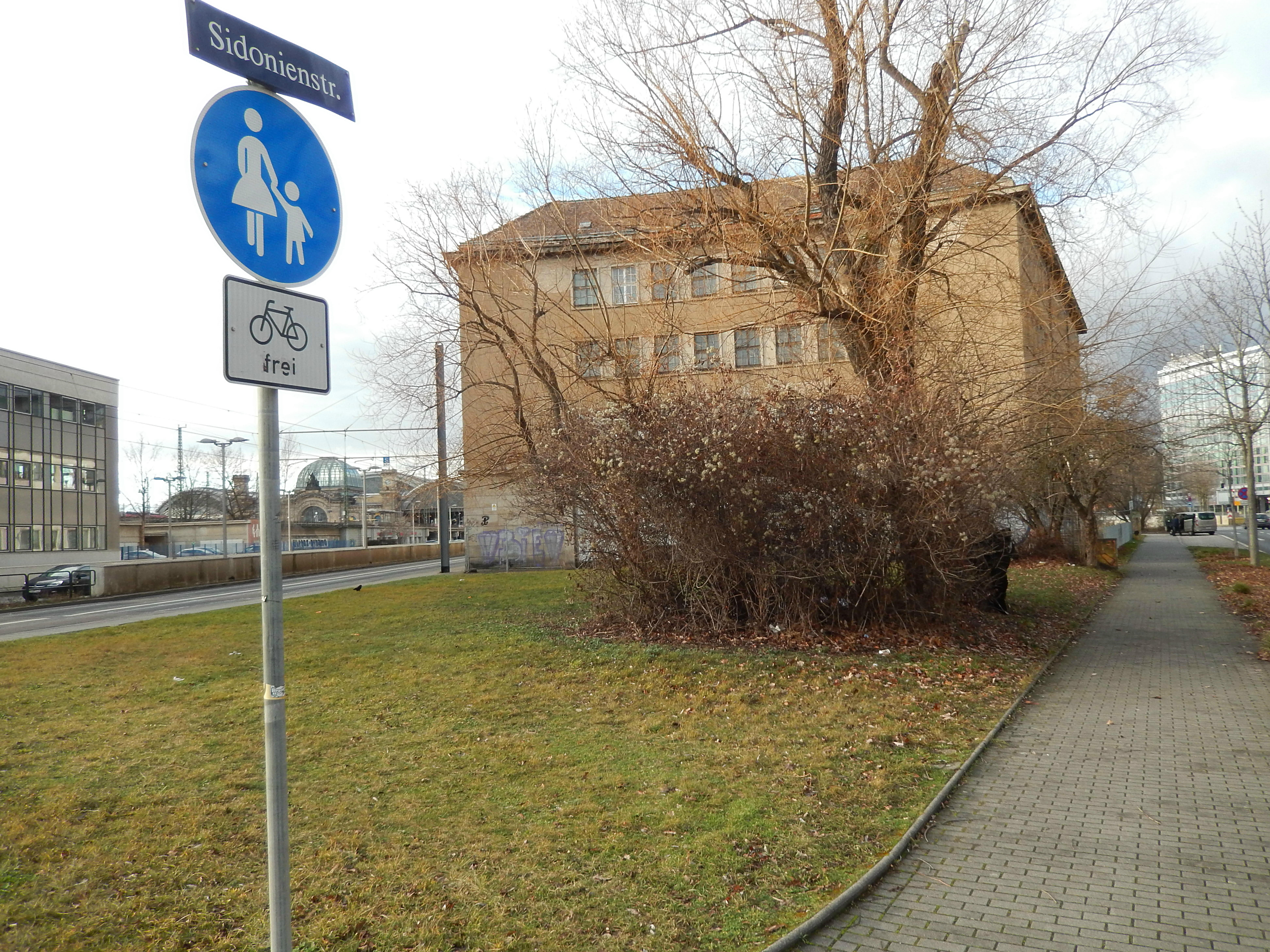
Straßenschild an der Wiener Straße

Die Sidonienstraße ist eine Straße in Dresden.

## Lage
Südöstlich vom Altstadtkern in der Seevorstadt-Ost befindet sich heute die circa 800 m lange Sidonienstraße. Sie beginnt seit 1968 an der St. Petersburger Straße und endet an der Wiener Straße.

## Geschichte

### Vor 1945
Die Sidonienstraße war Teil des Environweges, um die akzisebelasteten Zugangswege zu Dresden um deren Schlagbäume umgehen zu können.
Nach der Tochter Maria Sidonie Ludovica (auch Sidonia) des sächsischen Königs Johann, eine Herzogin von Sachsen, erhielt die Sidonienstraße ihren Namen um 1855. An der Dippoldiswalder Straße beginnend, ursprünglich kreuzte die Sidonienstraße die Prager Straße, mündete sie in die Beust Straße. Die Sidonienstraße verlief parallel zur Mosczinskystraße und schloss um 1850 das Villenviertel in offener Bebauung am Hauptbahnhof zum Wiener Platz ab. An der Sidonienstraße siedelten sich Hotels und Pensionen an. In den Wohnungen waren Beamte. Handwerker, Gewerbetreibende und Künstler zu Hause. Als markantes Gebäude werden das Hotel Schiller (1945 Excelsior, 1965 wurde der Baustab für den Neuaufbau der Prager Straße, 1969 wurde das Gebäude komplett abgerissen) an der Sidonienstraße 8 und 10, das Hotel Sendigs Hof (Europäischer Hof) Nr. 9 und das Neue Hotel Sendig (Deutscher Hof) in der Hausnummer 12 genannt. Später kamen noch das Siemenshaus und der Erweiterungsbau der Deutschen Reichsbahn hinzu.
Im Herbst des Jahres 1942 verhandelte das Dresdner Luftgaukommando III/IV mit der Reichsbahndirektion Dresden über den Bau von Löschwasserbehältern. So entstand auf dem bahneigenen Grundstück zwischen Wiener- und Sidonienstraße im Jahr 1943 ein 950 m³ fassender unterirdischer Löschwasserbehälter aus Stahlbeton.
Während der Bombardierungen Dresdens 1945 konnte der Behälter wegen der starken Brände nicht genutzt werden. Nach den Bombardierungen 1945 waren alle Gebäude zerstört, bis auf das Siemenshaus, Hotel Schiller (Excelsior) und der Erweiterungsbau der Deutschen Bahn.
Der Zerstörungsgrad der Sidonienstraße nach 1945:

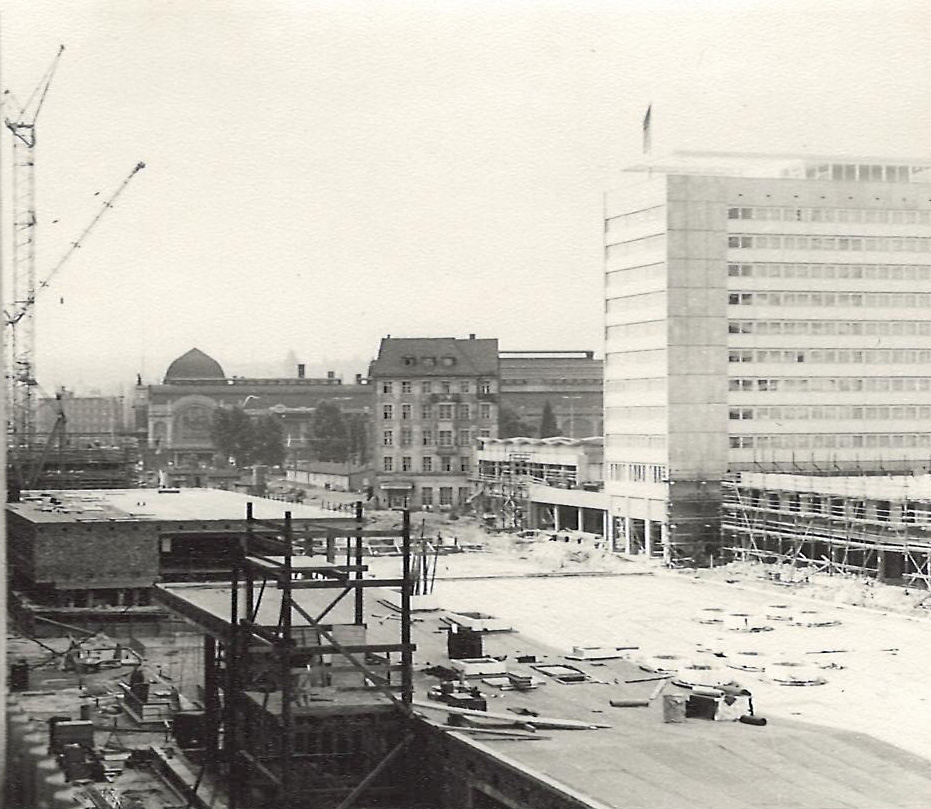
Das Hotel „Excelsior“ 1968 kurz vor der Sprengung, rechts das spätere Hotel „Bastei“ im Bau, dahinter der Hauptbahnhof

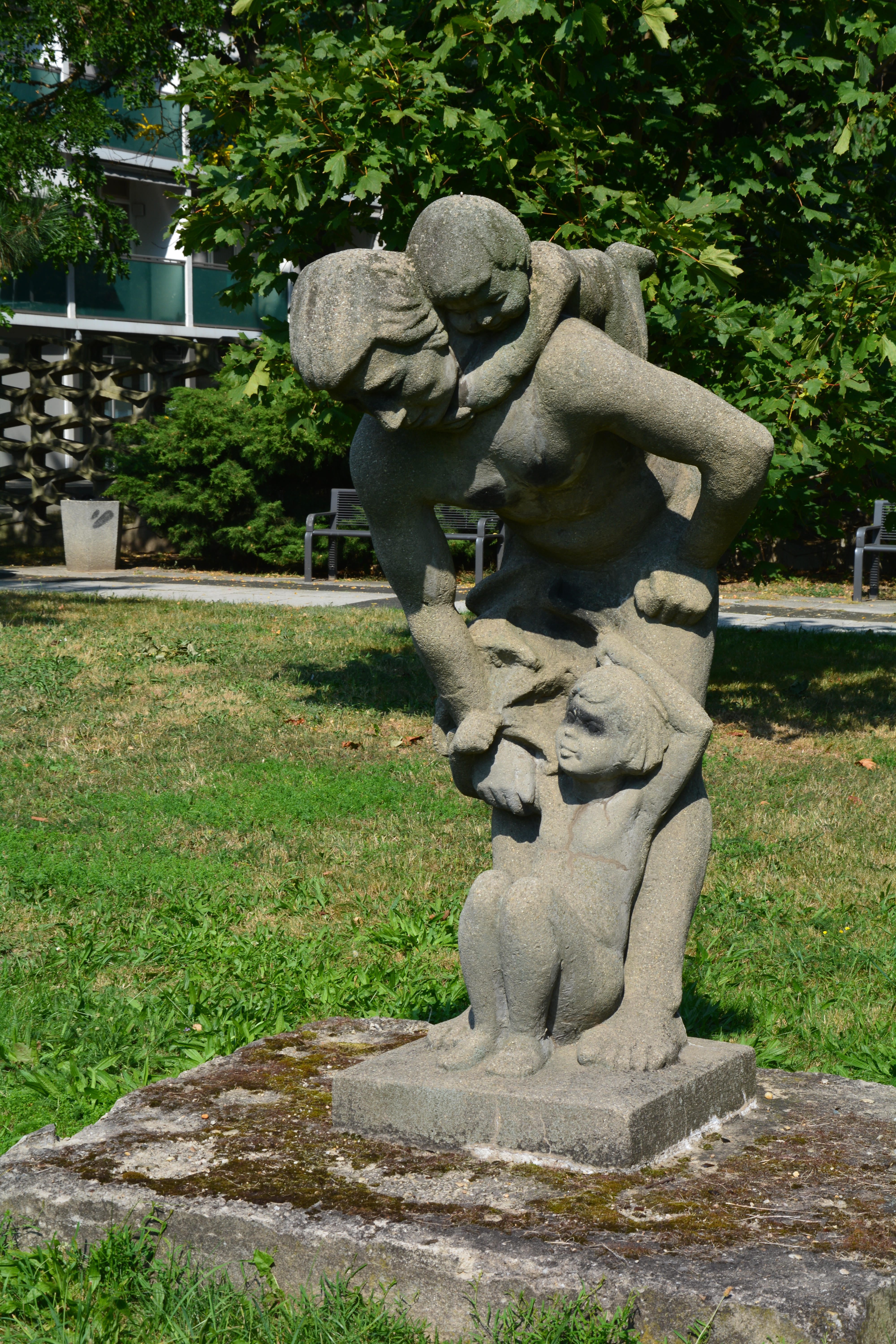
Betonfigur von Karl Schönherr

| Nr. | Schaden       | Zerstörungsgrad | Gebäude |
| --- | ------------- | --------------- | ------- |
| 1   | leicht        | bis 10 %        | 0       |
| 2   | mittel        | 30 %            | 3       |
| 3   | schwer        | 60 %            | 8       |
| 4   | bedingt total | 75 %            | 12      |
| 5   | Total         | 100 %           | 15      |

### Nach 1945
Der neue Bebauungsplan schaffte die Möglichkeit einer zweiten Nord-Süd-Verbindung neben der Prager Straße zu planen. Erst im Jahr 1968 erfolgten die Bauarbeiten zur Prager- und zur Christian Straße (später Leningrader Straße und heute St.Petersburger Straße). Dabei entstand ein völlig anderes Straßenbild als vor dem Krieg. Im ehemaligen Villenviertel an der Mosczinskystraße entstanden zwei 17-gschossige Neubauten. Der Moltkeplatz mit der unversehrten Brunnenfigur Nymphe vom Dresdner Bildhauer Gustav Broßmann verschwand komplett. Zwischen beiden Hochhäusern zur Sidonienstraße hin platzierte man im Jahr 1979 eine Figur aus Beton Vater und Kinder vom Dresdner Bildhauer Karl Schönherr.

### Verkehr
Vor 1945 verkehrte eine Zeitlang auch eine Straßenbahnlinie auf zweigleisigen Schienenstrang.
Der Böhmische Bahnhof war einer der zentralen Quellen für die Nutzung innerstädtischer Verkehrsmittel. Dessen direkte Zentrumsverbindung durch die Prager Straße hatte die Dresdner Straßenbahngesellschaft sich gesichert. Aber: Als eine Antwort auf die ständigen Querelen zwischen dem Rat der Stadt und dieser Gesellschaft gehörte auch, dass Dresdner Kaufleute 1890 eine zweite Straßenbahngesellschaft gründeten, die Deutsche Straßenbahngesellschaft zu Dresden. Als Konkurrenzantwort ließ diese ihre Wagen rot anstreichen, was ihr den Beinamen „die Rote“ gab - im Gegensatz zur bestehenden Gesellschaft, deren Wagen in „Gelb“ gehalten waren und die demzufolge den Beinamen „die Gelbe“ erhielt.
Um wiederum die lukrativen Verkehrsangebote rund um den Böhmischen Bahnhof zu nutzen und eine Innenstadtanbindung anzubieten, war die „Rote“ auf eine komplizierte (aus heutiger Sicht abenteuerliche) Linienführung durch die Seevorstadt (Ost) angewiesen, die allerdings auf Grund des damaligen „Mitbenutzungsverbotes“ ihr (mit weiteren Strecken) die Erschließung des östlichen Stadtzentrums absicherte, die nunmehr von der „Gelben“ nicht mehr befahren werden konnten.
Die Sidonienstraße wurde demzufolge ab 1890 von der „Roten“ von der Struvestraße aus dem Stadtzentrum kommend und in die Lüttichaustraße (heute Hans-Dankner-Straße) abbiegend und an deren Kreuzung wiederum in die Sidonienstraße einbiegend anfänglich sowohl Richtung Westen wie auch Richtung Osten befahren. Während der westliche Schienenstrang bis zur Prager Straße reichte (auf Grund des Mitbenutzungsverbotes war auch eine Kreuzung der „Gelben“ hier nicht gestattet) und eine Stumpfendstelle vor dem renommierten Hotel „Europäischer Hof“ an der Ecke Sidonien-/Prager Straße erforderte, wurde die Sidonienstraße gen Osten bis zur Kreuzung mit der Wiener und der Werderstraße (heute Andreas-Schubert-Straße) erschlossen. Während der westliche Streckenteil von der Lüttichaustraße aus bereits sechs Jahre später zugunsten einer Führung durch die Wiener Straße und damit der näheren Anbindung des Böhmischen Bahnhofes aufgegeben wurde, existierte der östliche Teil auf der Sidonienstraße bis 1920 und wurde erst danach stillgelegt und abgebaut.
Die einzelnen Daten sind wie folgt:
| Datum           | Besonderheit           | Verkehrsmittel                                                   | Streckenverlauf | weiterer Verlauf                | Beleg       |
| --------------- | ---------------------- | ---------------------------------------------------------------- | --- | ------------------------------- | ----------- |
| 05.10.1890      | Eröffnung              | Deutsche Straßenbahngesellschaft (sogenannte „Rote“), Pferdebahn | Postplatz – Marienstraße – Johannesallee (etwa Dr.-Külz-Ring Nordseite) – Friedrichsallee (etwa Dr.-Külz-Ring Nordseite) – Viktoriastraße (teilweise überbaut, südliche Verlängerung der Schulgasse) – Struvestraße (teilw. überbaut, teilw. Räcknitzstraße) – Lüttichaustraße (Hans-Dankner-Straße) – Sidonienstraße – Wiener Straße – Wiener Straße/Uhlandstraße sowie Sidonienstraße/Lüttichaustraße – Sidonienstraße/Prager Straße |                                 | [ 6 ] [ 7 ] |
| 02.05.1896      | Außerbetriebnahme      | Straßenbahn                                                      | westliche Strecke in der Sidonienstraße zwischen Lüttichaustraße und Prager Straße | stillgelegt und später abgebaut | [ 8 ]       |
| 25.11.1899      | Elektrifizierung       | Straßenbahn                                                      | Elektrifizierung der Strecke auf der Sidonienstraße zwischen Lüttichaustraße und Wiener Straße/Sidonienstraße/Werderstraße |                                 | [ 8 ]       |
| Ab 01.10.1909   | Liniennummer           | Straßenbahn                                                      | Linienreform mit Einführung der Liniennummern, die Strecke zwischen gehört zur inneren Ringlinie (Liniennummer 4) | siehe 19.02.1917                | [ 9 ]       |
| 19.02.1917      | vorläufige Einstellung | Straßenbahn                                                      | Streckenabschnitt auf der Sidonienstraße |                                 | [ 9 ]       |
| 27.04.1920      | Wiederinbetriebnahme   | Straßenbahn                                                      | Streckenabschnitt auf der Sidonienstraße zwischen Lüttichau- und Sidonien-/Wiener Straße erneut als innere Ringlinie (Linie 4) | eingestellt 25.07.1920          | [ 9 ]       |
| nach 25.07.1920 | Rückbau                | Straßenbahn                                                      | gesamter Streckenabschnitt Friedrichsring - Viktoriastraße - Ferdinandplatz – Viktoriastraße - Struvestraße - Lüttichaustraße - Sidonienstraße - Wiener/Sidonien-/Werderstraße |                                 | [ 9 ]       |

Nach den Zerstörungen des Zweiten Weltkriegs wurde das Straßennetz neu gestaltet. Somit verbindet die Sidonienstraße heute als Richtungsfahrbahn westwärts die Wiener Straße (frühere Kreuzung mit Werderstraße) mit der St. Petersburger Straße (frühere Christianstraße) und bindet beide Straßen auch an die westwärts führende Röhre des Tunnels Wiener Platz an. Die ursprüngliche, über die Prager Straße westwärts hinausgehende Führung ist seit der Großflächenenttrümmerung nicht mehr vorhanden und heute auch nicht mehr erkennbar im Straßenraum.

### Nach 2000
Nach nun 75 Jahren soll das Gebiet um den Wiener Platz – Ost neu bebaut werden. Dabei haben zwei Gebäude, welche das Bombeninferno überstanden haben, einen Bestandsschutz, das Siemenshaus und das ehemalige Direktionsgebäude der Reichsbahn. Die Firma Immopact Sidonien GmbH & CoKG wurde neuer Eigentümer vom Siemenshaus und will es sanieren und als Bürogebäude nutzen. Die ersten Arbeiten haben inzwischen begonnen.
Das Dresdener Stadtplanungsamt war auf der Suche nach Lösungswegen, um das Quartiers östlich des Wiener Platzes neu zu gestalten. Dazu wurde ein Wettbewerb ausgerufen, um das circa 3 Hektar große Entwicklungsgebiet in bester Innenstadtlage neu zu planen. Der Bebauungsplan Nr. 123, Prager Straße-Süd/Wiener Platz zugrunde liegenden Planung und im Ergebnis dessen die Neuauflage eines städtebaulichen Konzeptes am südlichen Stadteingang vom Hauptbahnhof kommend städtebauliche Entwicklung des Quartiers östlich des Wiener Platzes zu finden. Dabei wurde sich zu Gunsten für den Entwurf des Architektenbüro bof architekten bücking, ostrop & flemming Hamburg entschieden. Die Pläne für die Bebauung zwischen Wiener Platz und Sidonienstraße in der Dresdner Innenstadt sollen in Zukunft Büros, Einzelhandel und auch Wohnungen beinhalten. Der südliche Innenstadteingang und der Ausbildung des Wiener Platzes als gestaltetes bedeutsames Raumelement der Nord-Süd-Achse zwischen Hauptbahnhof und Albertplatz soll den bereits verwirklichten südlichen Abschnitt der Prager Straße gleichgestellt werden.